# Horismenus floridensis
Horismenus floridensis is een vliesvleugelig insect uit de familie Eulophidae. De wetenschappelijke naam is voor het eerst geldig gepubliceerd in 1987 door Schauff & Boucek.